# Uncle Tom's Cabin (film, 1903, Porter)
Uncle Tom's Cabin je americký němý film z roku 1903. Režisérem je Edwin S. Porter (1870–1941). Film trvá zhruba 19 minut a premiéru měl v Huber's Fourteenth Street Museum v New Yorku 3. srpna 1903. Snímek je považován za první americký film, který obsahoval mezititulky k identifikaci a představení každé scény.
Spolu se stejnojmenným snímkem Uncle Tom's Cabin od společnosti Lubin Manufacturing Company se jedná o jednu z prvních filmových adaptací románu Chaloupka strýčka Toma od Harriet Beecher Stoweové.